# Pont de Sant Jordi (Alcoi)
El Pont de Sant Jordi és un dels ponts que es troben a la ciutat d'Alcoi, a la comarca de l'Alcoià (País Valencià). De caràcter modernista, és considerat com el més característic de la localitat.
Té una alçària de 42 metres sobre el llit del riu Riquer i 156 metres de longitud, i va ser un projecte innovador per l’ús de formigó armat encofrat. Els pilars són de carreus i maçoneria i presenta quatre suports principals.
Compta amb una longitud de 156 metres i una altura de 42 metres per sobre del riu Riquer. Està situat al centre d'Alcoi, tot comunicant el nucli antic amb l'eixample que estava previst obrir als terrenys coneguts com l'Horta Major.
El projecte d'un viaducte ja estava inclòs dins dels plans de desenvolupament urbà de finals del segle xix, en concret, hi apareix el 1876. Però no es materialitza fins a l'estiu de 1923, a càrrec dels dissenyadors navarresos Erroz i San Martín.
Les seues obres van començar l'any 1925, tot emprant ciment armat encofrat com a material i amb formes pròpies de l'estil art déco. Els pilars són de carreus i maçoneria i compta amb quatre suports principals. Amb un pressupost d'1.336.824 pessetes i sis anys de treballs, a la fi es va inaugurar en 26 de març de 1931.